# Arzjom Dsjamkou
Arzjom Dsjamjanawitsch Dsjamkou (belarussisch Арцём Дзям'янавіч Дзямкоў, russisch Артём Демьянович Демков/Artjom Demjanowitsch Demkow; * 26. September 1989 in Minsk) ist ein belarussischer Eishockeyspieler, der seit 2024 bei Metallurg Schlobin in der belarussischen Extraliga unter Vertrag steht.

## Karriere
Arzjom Dsjamkou begann seine Karriere als Eishockeyspieler in seiner Heimatstadt in der Nachwuchsabteilung des HK Junost Minsk, für dessen Profimannschaft er von 2006 bis 2008 in der belarussischen Extraliga aktiv war. Hauptsächlich kam er jedoch für dessen zweite Mannschaft HK Junior Minsk in der zweiten Liga zum Einsatz. Die Saison 2008/09 verbrachte der belarussische Junioren-Nationalspieler in der kanadischen Juniorenliga QMJHL, in der er für die Cape Breton Screaming Eagles, die ihn in der 1. Runde des CHL Import Drafts an 35. Stelle gezogen hatten, und Acadie-Bathurst Titan auf dem Eis stand. Im Folgejahr führte der KHL Junior Draft den Flügelspieler in seine Heimat zurück, wo er einen Vertrag beim HK Dinamo Minsk, der ihn in der dritten Runde als insgesamt 48. Spieler ausgewählt hatte, erhielt und für den er in der Saison 2009/10 in 16 Spielen in der Kontinentalen Hockey-Liga auflief, in denen er eine Vorlage gab und zwei Strafminuten kassierte. Die folgenden eineinhalb Jahre verbrachte er allerdings bei Minsks Farmteam HK Schachzjor Salihorsk in der Extraliga. Mit diesem wurde er Vizemeister.
Zur Saison 2011/12 wurde Dsjamkou von den Elmira Jackals aus der ECHL verpflichtet. Am Ende der Saison 2012/13 wurde er an die Hamburg Freezers aus der DEL ausgeliehen, kehrte aber anschließend zu den Jackals zurück. Während der folgenden Saison erhielt er zudem Einsätze bei den Albany Devils aus der American Hockey League.
Im Juli 2014 kehrte er nach Europa zurück und erhielt einen Probevertrag beim HK Sotschi, der später bis zum Saisonende verlängert wurde. Im Oktober 2014 wurde er an Dinamo Minsk abgegeben, wo er die Saison beendete und parallel in der Extraliga bei Schachzjor Salihorsk zum Einsatz kam. Von 2015 bis 2019 spielte er (mit Ausnahme eines einzelnen Spiels für den slowakischen HKm Zvolen) ausschließlich für Salihorsk. Von 2019 bis 2023 stand er mit Unterbrechungen wieder im KHL-Kader von Dinamo Minsk und gewann mit dem Klub 2020 und 2021 den belarussischen Pokalwettbewerb. Anschließend kehrte er in die heimische Extraliga zurück. Dort steht er nach einem erneuten Jahr bei HK Schachzjor Salihorsk seit 2024 bei Metallurg Schlobin auf dem Eis.

### International
Für Belarus nahm Dsjamkou im Juniorenbereich an der U18-Junioren-Weltmeisterschaft der Top-Division 2006, der U18-Junioren-Weltmeisterschaft der Division I 2007, als der sofortige Wiederaufstieg in die Top-Division gelang, sowie den U20-Junioren-Weltmeisterschaften der Division I 2008, als er Torschützenkönig des Turniers wurde und auch die beste Plus/Minus-Bilanz aufwies, und 2009 teil. Zudem spielte er für die belarussische Studentenauswahl bei der Winter-Universiade 2011 im türkischen Erzurum, bei der das Team hinter den russischen Studenten die Silbermedaille gewann.
Im Seniorenbereich stand er bei den Weltmeisterschaften der Top-Division 2011, 2013, 2015, 2016, 2017 und 2018 im Aufgebot seines Landes. Nach dem Abstieg 2018 spielte er bei der Weltmeisterschaft 2019 in der Division I, wo ihm mit den Belarussen der sofortige Wiederaufstieg gelang. Dieser konnte wegen der weltweiten Covid-19-Pandemie jedoch erst 2021 wahrgenommen werden. Dort wurden die Belarussen mit Dsjamkou zwar Gruppenletzter, verblieben aber trotzdem in der Top-Division, da wegen des Ausfalls der unteren Divisionen der Auf- und Abstieg ausgesetzt wurde. Zudem vertrat er seine Farben bei der Olympiaqualifikation für die Winterspiele in Peking 2022.

## Erfolge und Auszeichnungen
- 2009 Spengler-Cup-Gewinn mit dem HK Dinamo Minsk
- 2010 Belarussischer Vizemeister mit dem HK Schachzjor Salihorsk
- 2020 Belarussischer Pokalsieger mit dem HK Dinamo Minsk
- 2021 Belarussischer Pokalsieger mit dem HK Dinamo Minsk

### International
- 2007 Aufstieg in die Top-Division bei der U18-Weltmeisterschaft der Division I, Gruppe A
- 2008 Torschützenkönig und beste Plus/Minus-Bilanz bei der U18-Weltmeisterschaft der Division I, Gruppe B
- 2011 Silbermedaille bei der Winter-Universiade
- 2019 Aufstieg in die Top-Division bei der Weltmeisterschaft der Division I, Gruppe A

## Karrierestatistik
(Legende zur Spielerstatistik: Sp oder GP = absolvierte Spiele; T oder G = erzielte Tore; V oder A = erzielte Assists; Pkt oder Pts = erzielte Scorerpunkte; SM oder PIM = erhaltene Strafminuten; +/− = Plus/Minus-Bilanz; PP = erzielte Überzahltore; SH = erzielte Unterzahltore; GW = erzielte Siegtore; 1 Play-downs/Relegation; Kursiv: Statistik nicht vollständig)